# Maratus pavonis
Maratus pavonis là một loài nhện trong họ Salticidae.
Loài này thuộc chi Maratus. Maratus pavonis được Dunn miêu tả năm 1947.

## Hình ảnh

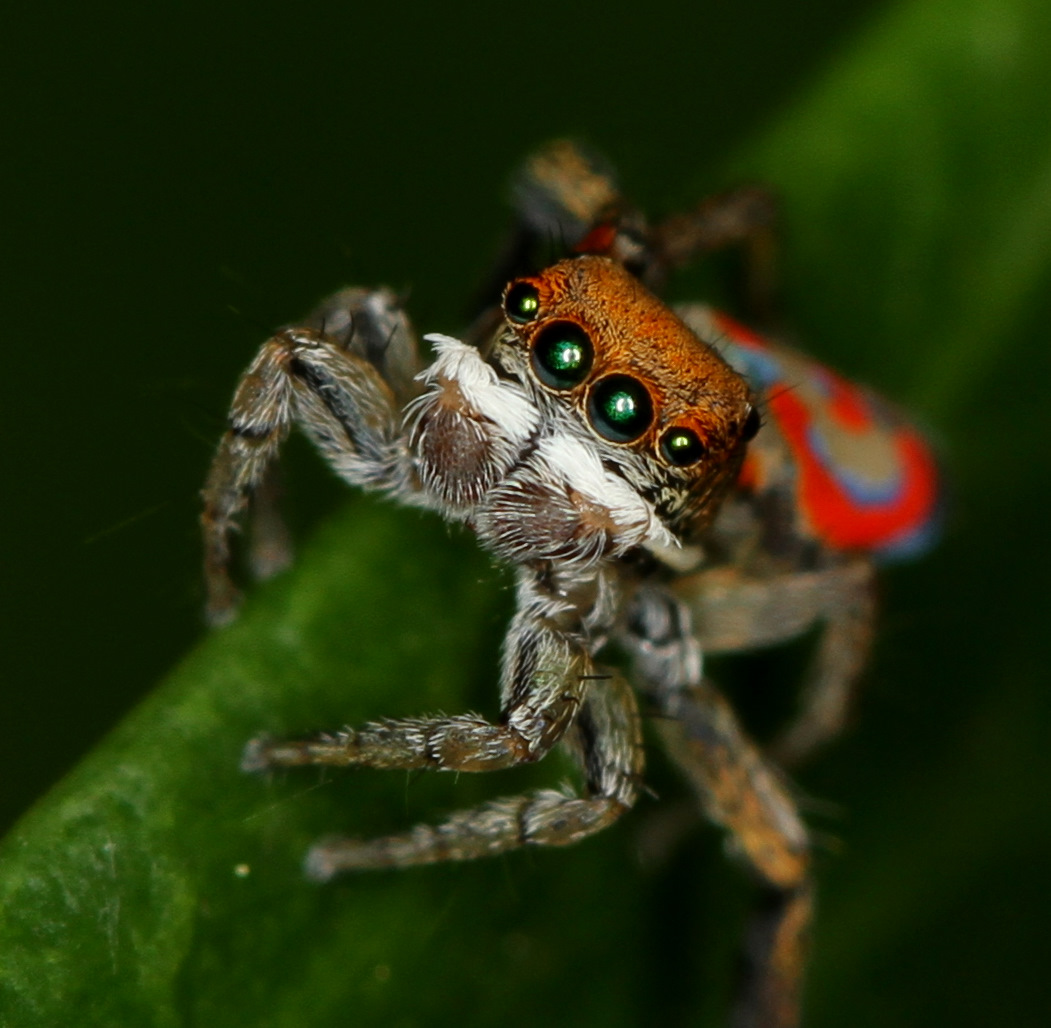
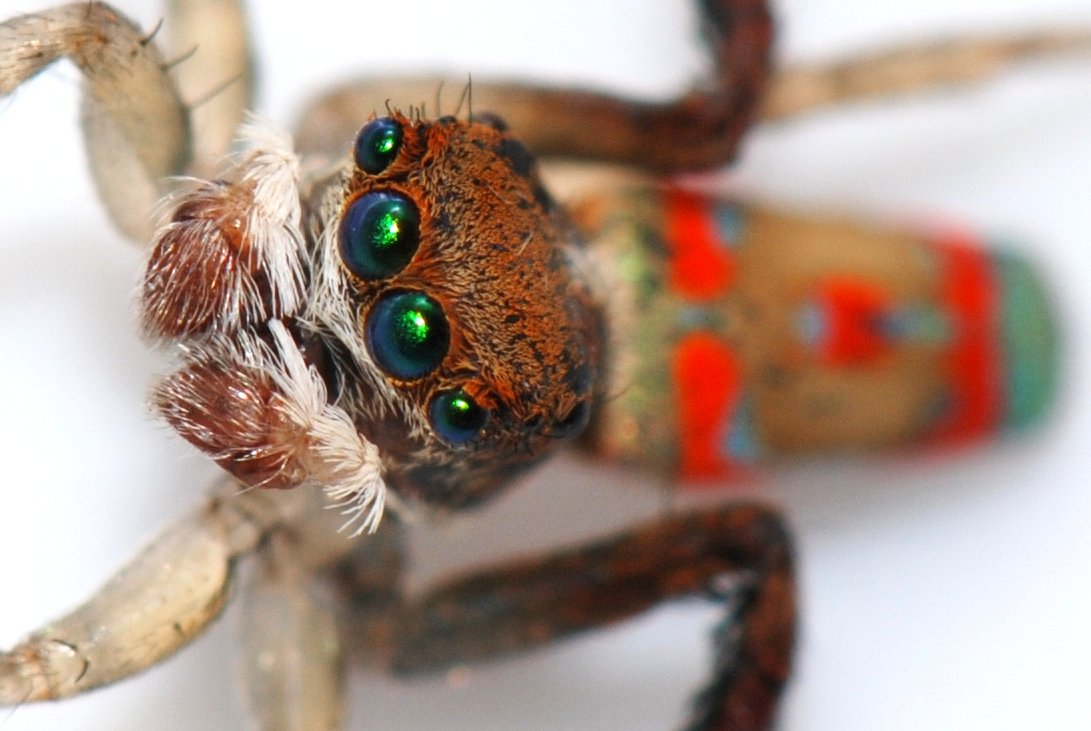
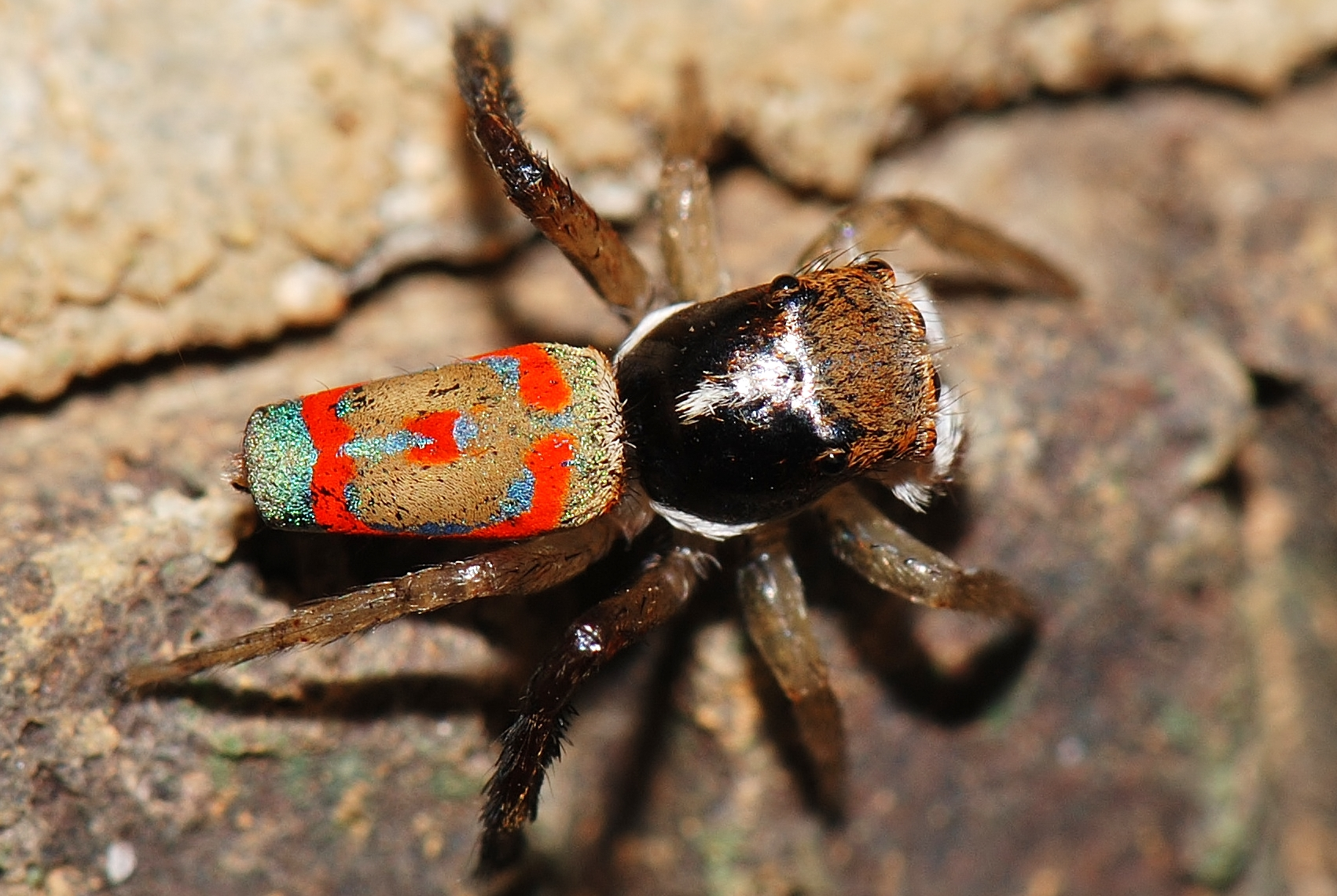
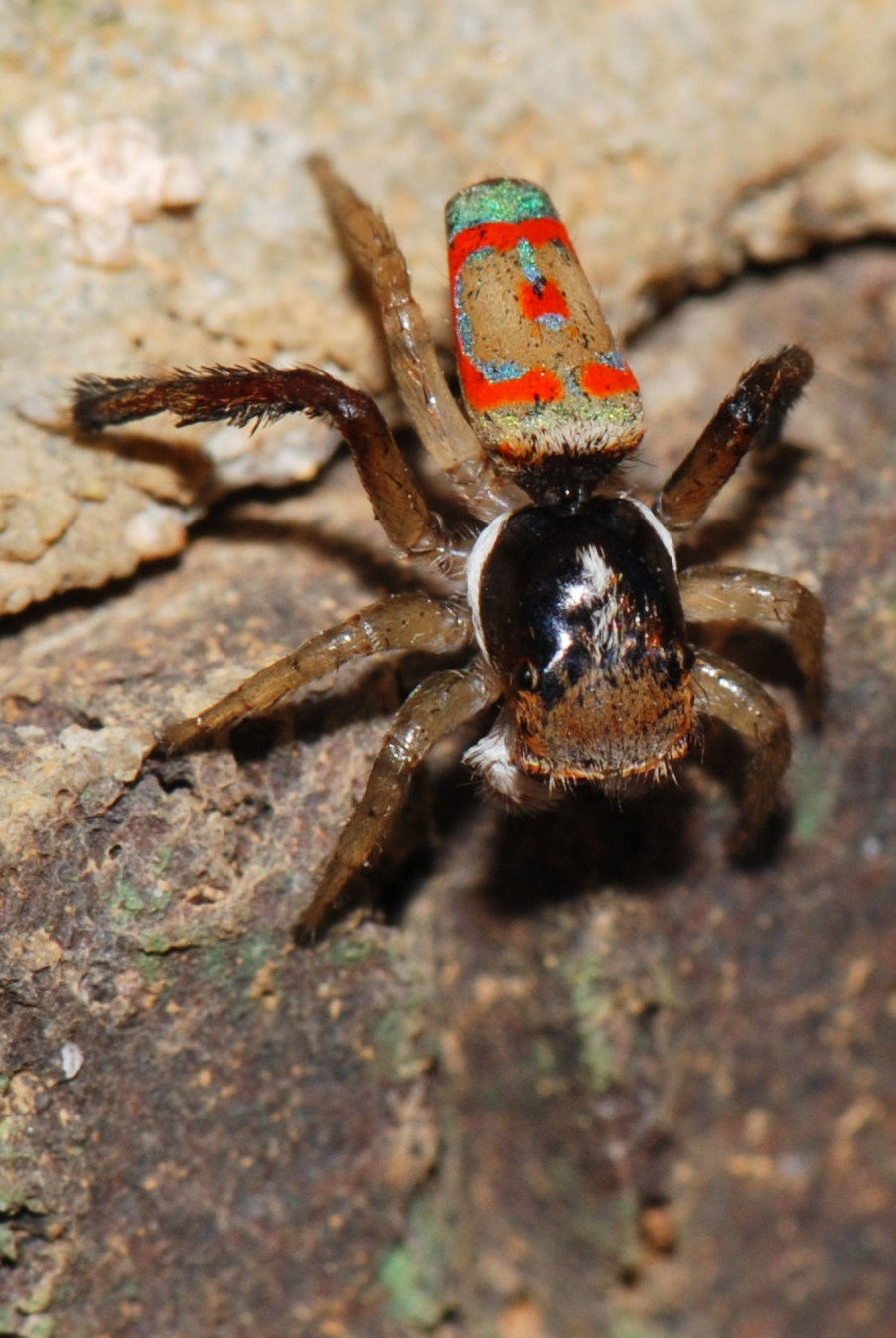